# 艾里克·亚金莫维奇
艾里克·亚金莫维奇（Erik Yakhimovich，1968年9月6日—），出生于明斯克，是一名已经退役的白俄罗斯职业足球运动员，司职后卫，曾经效力于俄罗斯、土耳其、中国等多个国家的足球俱乐部。现在莫斯科迪那摩任球探。
亚金莫维奇曾入选白俄羅斯國家足球隊，为球队出场34场。